# Anders Bringdal
Anders Bringdal, född  27 juli 1967, är en svensk vindsurfare. 

## Biografi
Bringdal var en bra skidåkare i tonåren, men satsade istället på vindsurfingsporten där han blev än mer framgångsrik. Anders Bringdal är upplärd och tränade i Stockholms skärgård samt på sjön Roxen.  Han började vindsurfa  som 13-åring och började tävla om amatör. Som 15-åring placerade han sig på femte plats i Windsurfer-VM i Perth, Australien. I början av sin karriär seglade han på de klassiska vindsurfingbrädorna som var långa och smala, IYRU klasserna Div 1 (flatbottnade) och Div 2 (rundbottnade), där fokus låg på bansegling. 1985 bytte han till funboard (courseracing, slalom och wave) när de blev populära. 
1984 blev Bringdal utsedd av Svenska Seglarförbundet till Årets junior och fick Geddapokalen. Detta efter det stora genombrottet då han vann JSM, SM, NM, EM och VM i IYRU klassen Div 2 för rundbottnade brädor med följden att han året därpå rankades som nr. 1 på IYRU:s världsranking. Det året (1985) kvalade han även in till Amatör-VM i funboard som seglades på  Gardasjön, Italien där han tog VM-titeln. Därefter,  18 år gammal så blev han proffs på heltid. Han tävlade i den professionella världscupen (PWA) 1986-2001. I slutet av 1980-talet tillhörde han generationen som tog över efter den amerikanske legenden Robby Naish. Tillsammans med den dansk-tyska, ständiga rivalen Björn Dunkerbeck. som är uppvuxen på Kanarieöarna, dominerade Anders Bringdal världscupen det kommande decenniet. Han vann flera deltävlingar och VM-guld, men aldrig den totala världscupen.
2009 vann Bringdal världscuptävlingen i speed på Haga park, Öland. Han blev uppmätt till 44 knop och hade ett snitt på 40,5 knop. 
Idag innehar han det officiella svenska speedrekordet över 500 meter på 51,45 knop enligt ISWC. 2009 och 2010 vann han den totala världscupen i speed, Speed:World.Cup, . I november 2012 blev han den förste vindsurfaren i världen som registrerades för en snittfart över 50 knop med officiell videotiming, i världsrekord försöken över 500 meter vid Luderitz i Namibia.  Hans världsrekord varade dock bara en kort stund, sedan tog fransmannen Antoine Albeau tillbaka rekordet igen.
För utrustning har Bringdal bland annat använt segel från Hood, Neil Pryde, Gaastra, Simmer, Naish och Challenger. Han har tävlat på brädor från Tiga, Klepper, Copello, RRD, AB+ och Mistral, där AB+ är ett egetutvecklat brädmärke. 
Den 1 juli 2009 övertog han vindsurfing-ansvaret på företaget Mistral. Bringdal blev senare VD och grundare av Seabubbles , ett företag som utvecklar en vattentaxi.
Bringdal blev 2016 invald som åttonde person i Svensk seglings Hall of Fame.

## Meriter
- 1984 Division II Svensk Junior mästare
- 1984 Division II Svensk mästare
- 1984 Division II Nordisk mästare
- 1984-86 Division II Europa mästare
- 1984 Division II Världsmästare
- 1985 Amatör Världsmästare
- 1987 Slalom vindsurfing Världsmästare
- 1988 Ban racing Världsmästare
- 1998 Medlem av det vinnande Transatlantiska vindsurfing race laget ’’Liberty team’’.
- 1998 Det legendariska filmade tiometershoppet i Jaws.
- 2009 3:a Speed World Championship Karpathos Grekland
- 2009 Vinnare av Speed:World:Cup 2009